# 472
472 (CDLXXII na numeração romana) foi um ano bissexto do século V do Calendário Juliano, da Era de Cristo. as suas letras dominicais foram B e A (52 semanas). Teve início a um sábado e terminou a um domingo.
| Ano completo                      |
| --------------------------------- |
| Ano bissexto com início ao sábado |